# Sleepwalker (The Kinks)
Sleepwalker è il quindicesimo album in studio del gruppo musicale rock britannico The Kinks, pubblicato nel 1977.

## Tracce
Lato 1
1. Life on the Road – 5:02
2. Mr. Big Man – 3:49
3. Sleepwalker – 4:04
4. Brother – 5:28

Lato 2
1. Juke Box Music – 5:32
2. Sleepless Night – 3:18
3. Stormy Sky – 3:58
4. Full Moon – 3:52
5. Life Goes On – 5:03

## Formazione
- Ray Davies - voce, chitarra, tastiere
- Dave Davies - chitarra, voce
- John Dalton - basso
- Mick Avory - batteria, percussioni
- John Gosling - tastiere, cori
- Andy Pyle - basso in Mr. Big Man